# Jacqueline van Rysselberghe
Jacqueline van Rysselberghe Herrera (Chile, 1965) é uma política chilena, médica psiquiatra graduada na Universidad de Concepción, casada com Mauricio Pávez, mãe de seis filhos. É militante do partido de direita Unión Demócrata Independiente. Foi vice-presidente de seu partido por dois períodos consecutivos (2004-2006 e 2006-2008). 
Foi vereadora da comuna de Concepción de 1992 a 2000. Nas eleições municipais chilenas de 2000 candidatou-se pelo partido UDI para a Alcaldía de Concepción, eleita com 55,3% dos votos, vencendo o então alcaide socialista Ariel Ulloa. Em 2004 venceu novamente as eleições vencendo o candidato do Partido Demócrata Cristiano de Chile (DC), Jorge Matute. Em 2008 reelegeu-se novamente para o seu terceiro mandato como alcaidessa de Concepción.